# Агэмоти
Агэмоти (яп. 揚げ餅) — это популярная закуска японской кухни, которую готовят из жареного моти (вид клейкого рисового теста из риса сорта мотигомэ). Сухой моти нарезают небольшими кусочками, примерно по 1 см, и обжаривают во фритюре. Затем кусочки разбухают. Обычно его едят слегка подсоленным, но также готовят различные варианты с различными вкусами, например, ситими агемоти, которое представляет собой блюдо, посыпанное приправой ситими. Агемоти можно купить на большей части территории Японии, и оно также является обычной домашней закуской.